# 武道館 (アルバム)
『武道館』（Bob Dylan at Budokan）は、1978年に日本武道館で行われたボブ・ディランの日本公演を記録したライブ・アルバム。1978年に日本だけでリリースされたが、その後オーストラリアでリリース、やがてアメリカ・ヨーロッパでもリリースされた。同じ年に日本限定でリリースされ、同様に世界的なヒットとなったチープ・トリックの『チープ・トリックat武道館』とともに、欧米での武道館のライブ会場としての知名度を上げたアルバムである。
ビルボード 200チャートで最高13位、全英アルバム・チャートで4位を記録した。RIAAによりゴールド・ディスクに認定されている。

## 解説
ディランの代表的な楽曲をそろえた、この時点でのベストアルバムのおもむきがあるライブアルバムである。大編成のバンドにバックコーラスを従え、オリジナルとは異なる大胆なアレンジで演奏されている。そのため、このライブアルバムには戸惑う声や否定的な評価も少なくない。
ディランは後年インタヴューで「手を引っ張って日本に連れて行かれライブアルバムを作らされた」と答えている。

## 収録曲
特記なき楽曲はボブ・ディラン作詞・作曲

### Side 1
1. ミスター・タンブリン・マン - Mr. Tambourine Man – 4:54
2. 嵐からの隠れ場所 - Shelter from the Storm – 4:30
3. ラブ・マイナス・ゼロ／ノー・リミット - Love Minus Zero/No Limit – 3:52
4. やせっぽちのバラッド - Ballad of a Thin Man – 4:47
5. くよくよするなよ - Don't Think Twice, It's All Right – 4:55

### Side 2
1. マギーズ・ファーム - Maggie's Farm – 5:06
2. コーヒーもう一杯 - One More Cup of Coffee (Valley Below) – 3:19
3. ライク・ア・ローリング・ストーン - Like a Rolling Stone – 6:31
4. アイ・シャル・ビー・リリースト - I Shall Be Released – 4:12
5. イズ・ユア・ラヴ・イン・ヴェイン - Is Your Love in Vain? – 4:02
6. ゴーイング・ゴーイング・ゴーン - Going, Going, Gone – 4:22

### Side 3
1. 風に吹かれて - Blowin' in the Wind – 4:25
2. 女の如く - Just Like a Woman – 5:03
3. オー・シスター - Oh, Sister – 4:44
  - 作詞・作曲: ディラン、ジャック・レヴィ
4. 運命のひとひねり - Simple Twist of Fate – 4:15
5. 見張塔からずっと - All Along the Watchtower – 3:20
6. アイ・ウォント・ユー - I Want You – 2:34

### Side 4
1. オール・アイ・リアリー・ウォント - All I Really Want to Do – 3:37
2. 天国への扉 - Knockin' on Heaven's Door – 4:00
3. イッツ・オールライト・マ - It's Alright, Ma (I'm Only Bleeding) – 6:04
4. いつまでも若く - Forever Young – 5:38
5. 時代は変る - The Times They Are A-Changin' – 5:31

## パーソネル

### 参加ミュージシャン
- ボブ・ディラン - リズム・ギター、ハーモニカ、ヴォーカル
- Billy Cross - リード・ギター
- イアン・ウォーレス - ドラムス
- Alan Pasqua - キーボード
- Rob Stoner - ベース・ギター、バック・ボーカル
- Steven Soles - アコースティック・リズム・ギター、バック・ボーカル
- David Mansfield - ペダル・スティールギター、バイオリン、マンドリン、ドブロ・ギター
- Steve Douglas - サキソフォン、フルート、リコーダー
- Bobbye Hall - パーカッション
- Helena Springs - バック・ボーカル
- Jo Ann Harris - バック・ボーカル
- Debi Dye - バック・ボーカル
- Ed Rash - タンバリン

### 制作スタッフ
- Don De Vito - プロデューサー
- Hiroshi Kanai - プロダクション・コーディネーター
- 菅野ヘッケル - CBSソニー プロダクション・ディレクター
- Patrick Stansfield - プロダクション・スーパーヴァイザー
- Ava Megna - スタッフ統括
- Stan Miller - 音響指揮
- Tim Charles - モニターミキサー
- Val Lane - 音響技術
- Joel Bernstein and Alan Bartz - 設備技術
- Tony Broccoli - プロダクション・アシスタント
- Ed Rash - 第一助手

## リリース
日本
| 日付          | レーベル  | 規格 | カタログ番号   | 付記                                 |
| ------------- | --------- | ---- | -------------- | ------------------------------------ |
| 1978年8月21日 | CBSソニー | 2LP  | 40AP 1100･1101 | ポスター、16ページ・ブックレット付属 |
| 1987年        | CBSソニー | 2CD  | 48DP 1085･1086 |                                      |
| 1993年9月22日 | ソニー    | 2CD  | SRCS-6336･6337 |                                      |